# 송호수
송호수(본명 : 김인호,  )는 대한민국의 배우이다.

## 출연작

### 영화
- 《용의자》 (2013년) - RA(Research Agent) 역
- 《강철대오: 구국의 철가방》 (2013년) - 연애남 역
- 《까불지마》 (2004년)

### 드라마
•  《안중근》(2024년,tvN) - 안중근 역
- 《7인의 탈출》(2023년, SBS) - 센터장 역
- 《스타트업》 (2020년, tvN) - 이대명 역
- 《하이바이, 마마!》 (2020년, tvN) - 정신과주치의 역
- 《사랑의 불시착》 (2019년, tvN) - 국정원 역
- 《친애하는 판사님께》 (2018년, SBS) - 이순철 역
- 《달콤한 원수》 (2017년, SBS) - 송민우 팀장 역
- 《별별 며느리》 (2017년, MBC) - 오승찬 역
- 《교회오빠의 연애QT》 (2016년, 웹드라마) - 호수 역
- 《신데렐라와 네 명의 기사》 (2016년, tvN)
- 《전설의 마녀》 (2014년~2015년, MBC) - 김 대리 역
- 《잉여공주》 (2014년, tvN) - 최준혁 역
- 《고교처세왕》 (2014년, tvN) - 김인호 역
- 《각시탈》 (2012년, KBS2) - 장 동지 역
- 《성장드라마 반올림》 (2003년, KBS2)

### 연극
- 《잇츠유》
- 《기나긴 크리스마스의 정찬》